# Альварес Томас, Игнасио
Игна́сио А́льварес Тома́с (исп. Ignacio Álvarez Thomas; 15 февраля 1787 — 19 июля 1857) — южноамериканский военный и политический деятель, верховный правитель Объединённых провинций Ла-Платы в 1815—1816 г.г.

## Биография
Альварес Томас родился в Арекипе, Перу, затем некоторое время жил с семьей в Лиме. Когда его отца, который находился на испанской службе, отозвали в Мадрид в 1797 году, семья переехала в Буэнос-Айрес. Здесь Альварес вступил в ряды вооружённых сил в 1799 году. Таким образом, он принял участие в войне за независимость Аргентины.
Под началом генерала Альвеара он участвовал в звании полковника в боях вблизи Монтевидео, за что был награждён медалью. Несмотря на это, позже Альварес Томас перешёл в открытую оппозицию к правительству Альвеара. Впоследствии он был избран на пост Верховного правителя Объединённых провинций Ла-Платы. Эту должность он занимал с 20 апреля 1815 до 16 апреля 1816 года. Когда Генеральная ассамблея была распущена в 1820 году, Альварес Томас был заключён в тюрьму, однако его выпустили через 19 дней.
В 1825 году он был назначен послом в Перу, а в октябре того же года он также занял пост посла в Чили. После возвращения в Буэнос-Айрес он был арестован и некоторое время провёл в тюрьме из-за своих оппозиционных действий в отношении правительства Хуана Мануэля де Росаса. Затем он эмигрировал в Рио-де-Жанейро, откуда продолжал противостоять режиму Росаса. После падения правительства последнего Альварес вернулся в Буэнос-Айрес в 1852 году. Умер 19 июля 1857 года, похоронен на кладбище Реколета.